# Валевахин, Александр Петрович
Александр Петрович Валевахин (1873, Курск, Курская губерния, Российская империя — 1939, Курск, РСФСР, СССР) — российский и советский художник.

## Биография

### Детство
Александр родился в 1873 году в семье рабочих и был четвёртым ребёнком. Мать — швея в мастерской женского платья, отец — кондуктор товарных вагонов на Курско-Киевской железной дороге, до этого игравший в оркестрах Курска. После 5 лет службы отец получил инвалидность, что привело к ухудшению материального положения в семье, так как нужно было содержать четырёх сыновей.

### Образование
После того, как Александр окончил уездное училище, он поступил в Курское реальное. Он окончил его в 1893 году награждённым за успехи в рисовании. Значительную роль в этом сыграл его учитель А. К. Дамберг, благодаря которому рисунок Александра с натуры «Старуха, вяжущая чулок», был представлен в Императорскую Академию художеств и получил серебряную медаль. Однако Валевахин не смог обучаться в Академии из-за финансовых трудностей, а почётный попечитель училища граф К. П. Клейнмихель, обещавший материальную помощь для обучения, слово не сдержал.

### Болезнь и лечение в Крыму, продолжение образования
Валевахин стал работать чертёжником в техническом отделе стройки железнодорожной ветки Льгов — Брянск, но в 1899 году заболел туберкулёзом, бросил работу и уехал лечиться в Ялту. Ни во время работы, ни во время лечения Валевахин не бросает занятия живописью.
После лечения Александр Петрович приехал в Москву, где учился рисунку и живописи в школах В. Меткова и Н. Ульянова. В 1905 году он сдал экстерном экзамены в Киевском художественном училище и получил право преподавать рисование в учебных заведениях.

### Преподавание и творческая деятельность
В 1906—1921 гг. Валевахин жил в Николаеве, где стал активным членом Общества изящных искусств имени В. В. Верещагина и принял участие в создании областного художественного музея им. В. В. Верещагина. Александр Петрович часто приезжал в родной Курск. Он был одним из организаторов и членом Товарищества курских художников, учреждённого 9 апреля 1910 года. После переезда в Курск в 1921 году жизнь художника была полностью связана с этим городом. Он преподавал рисование в трудовых школах Курска вплоть до выхода на пенсию в 1933 году. В 1926 году А. П. Валевахин принял участие в первой после революции большой совместной выставке курских художников, открытой в губернском музее при содействии Ассоциации художников революционной России.
При создании в Курске картинной галереи А. П. Валевахин передал ей часть своих работ. Курскому краеведческому музею он подарил две амфоры, слезницы, греческие вазы и монеты, найденные при раскопках Ольвии. Его картины были подарены Екатеринодарской галерее им. Н. А. Ярошенко. Его рисунок дома, где родилась певица Надежда Плевицкая, был репродуцирован журналом «Зеркало». В частных собраниях Курска хранятся отдельные работы художника:
- «На веранде»
- «Речка Тим»
- «Отдых на траве».

### Смерть
Александр Петрович Валевахин умер в 1939 году в родном городе Курске.